# Conte Giuliano
Conte Giuliano, nelle cronache arabe chiamato Ilyan oppure Ulyan (in arabo يوليان‎?, Yūliyān; in castigliano Don Julián; in latino comes Julianus) (VII secolo – VIII secolo), è stato il controverso governatore cristiano probabilmente di origine berbere della città di Ceuta oggi parte della Spagna che svolse un ruolo molto importante nella conquista islamica della penisola iberica.

## Identificazione
Il conte Giuliano, secondo le fonti islamiche, era il "Signore di Sabta" (Ceuta). Secondo alcuni studiosi, forse fu l'ultimo esarca d'Africa.
Luis García de Valdeavellano scrisse che, durante la conquista omayyade del Nord Africa:
Alcuni storici pensano che Giuliano fosse un vassallo di Roderico, re dei Visigoti in Hispania (Portogallo e Spagna). Ma Valdeavellano sostiene che probabilmente era un berbero.
Si sa che Ceuta fu l'ultima città del Maghreb a cadere in mano musulmana. Dopo la morte di Giuliano, i musulmani presero il controllo diretto della città.

## Rottura con Roderico
Secondo lo storico del IX secolo Ibn ʿAbd al-Ḥakam, che scrisse circa mezzo secolo dopo gli eventi, Giuliano inviò una delle sue figlie (chiamata nelle cronache cristiane "Florinda la Cava") alla corte di Roderico a Toledo per farla istruire, e come segno di fedeltà nei confronti del monarca visigoto. Roderico, successivamente, la mise incinta. Quando Giuliano apprese della vicenda, volendo vendicarsi, entrò in contatto con i musulmani, rendendo così possibile la conquista islamica della penisola iberica. Più tardi, le leggende e le cronache cristiane e musulmane gonfiarono ed enfatizzarono questo racconto, secondo le leggende musulmane la figlia del conte Giuliano era una vergine innocente che venne rapita e stuprata da Roderico, nelle leggende cristiane invece, Florinda è rappresentata come una ragazza malvagia, adultera, seduttrice e provocatrice.

Giuliano (talvolta chiamato dagli arabi "il re dei Ghomara") istigò i musulmani ad invadere la penisola Iberica.
A quel tempo l'area circostante a Ceuta era stata da poco conquistata da Mūsā b. Nuṣayr, che mise Ṭāriq b. Ziyād, il governatore di Tangeri, a capo di un esercito di 1.700 uomini. Giuliano entrò in contatto con Mūsā per trattare l'alleanza anti-Roderico.
Ciò che sembra essere chiaro è Giuliano sperava di mettere un figlio di Witiza sul trono per incrementare il proprio potere. Un'altra cosa che appare evidente è che Giuliano era in ottime relazioni con i musulmani del Maghreb.
Giuliano fornì ai musulmani segreti militari, truppe e navi.

## Spedizione di Ṭarīf ibn Mālik
Mūsā era inizialmente incerto del progetto di Giuliano, e così nel luglio 710 ordinò a Ṭarīf b. Mālik di condurre una spedizione di controllo nella costa iberica. La leggenda dice che Giuliano partecipò come guida ai musulmani.
L'estate successiva Giuliano fornì delle navi per il trasporto delle truppe musulmane. Il 30 aprile 711 Ṭāriq b. Ziyād sbarcò a Gibilterra e cominciò la conquista islamica della penisola iberica.

## Battaglia del Guadalete
Il 19 luglio, nella battaglia del Guadalete, l'esercito di Roderico venne sconfitto dall'esercito di Ṭāriq ibn Ziyād.
Giuliano venne ricompensato dai musulmani con terre e possedimenti, ma, secondo la leggenda, visse senza amici e pieno di sensi di colpa per essere diventato un traditore del suo regno.